# Gemaal Zeevang
Het Gemaal Zeevang is een gemaal bij Kwadijk in Noord-Holland. Het regelt de waterstand in de Polder Zeevang.

## Aanleiding
De Polder Zeevang is ruim 3200 hectare groot. Vroeger werd het water in deze polder door vijf windmolens met vijzels uitgeslagen. Dit voldeed niet en in 1872 werd bij Edam het eerste stoomgemaal gesticht, De IJzeren Man, dat in 1920 werd afgebroken.

## Bouw en latere aanpassingen
In 1879 werd op de plaats van een vijzelmolen bij Kwadijk een tweede, groter stoomgemaal met twee vijzels gebouwd naar het ontwerp van het Ingenieursbureau W.C. en K. de Wit uit Amsterdam. In 1917 werden de stoomketels verwijderd en de vijzels vervangen door schroefpompen van Werkspoor. Afgezien van enkele kleine aanpassingen is het gebouw sinds 1917 ongewijzigd.
Bij de bouw werd het uitgerust met twee horizontale stoommachines. Deze dreven twee houten vijzels aan elk met een doorsnee van twee meter. Daarmee kwam de capaciteit op 150 m³ water per minuut. De machines waren afkomstig van de Duitse fabrikant Machinebau Actiën Gesellschaft de aannemer was C. Blankevoort uit Monnickendam.
Vanwege het hoge brandstofverbruik werd in 1916 een plan gemaakt om één enkel elektrisch gemaal met een capaciteit van 240 m³ per minuut te realiseren. Een jaar later verdwenen de stoomketels en vijzels en er kwamen twee horizontale schroefpompen aangedreven door elektromotoren van respectievelijk 150 en 120 pk voor in de plaats. De twee pompen konden elk 105 m³ per minuut uitslaan bij een opvoerhoogte van net geen twee meter. Gemaal De IJzeren Man was hiermee overbodig geworden en werd afgebroken.
In 1956 en in 2015 werden de elektromotoren wederom vervangen. In 2015 zijn ook de pompen vervangen door visvriendelijker exemplaren en is de capaciteit uitgekomen op 109 m³ per minuut. 